# Alkoven
Alkoven je obec v rakouské spolkové zemi Horní Rakousy, v okrese Eferding.
V roce 2012 zde žilo 5 364 obyvatel.

## Členění obce
Místní části: Aham, Alkoven, Annaberg, Bergham, Emling, Forst, Großhart, Gstocket, Hartheim, Kleinhart, Kranzing, Oberhartheim, Polsing, Puchham, Staudach, Straß, Straßham, Ufer, Weidach, Winkeln.

## Památky
- Zámek Hartheim, který v letech 1940 až 1944 sloužil jako jedno z center nacistických programů likvidace postižených osob a práce neschopných vězňů. Celkem zde bylo zavražděno přibližně 30 000 lidí.[2]